# Молдова и Европейский союз

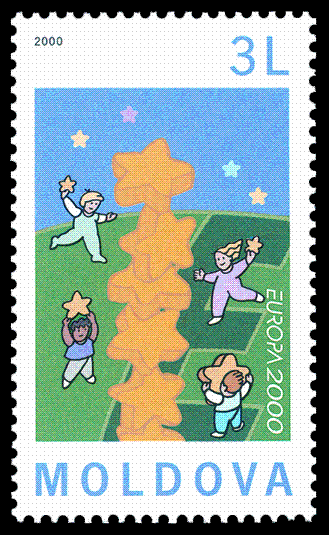
Марка 2000 года, отмечающая 50 лет Декларации Шумана

Отношения между Молдовой и Европейским союзом (EС) в настоящее время регулируются Европейской политикой соседства (EПС), инструментом внешней политики ЕС в отношении соседних с ним стран. Молдова с 2014 года является ассоциированным членом Европейского союза. Европейский союз развивает всё более тесные взаимоотношения с Молдовой, выходя за рамки сотрудничества, стремясь к постепенной экономической интеграции и углублению политического сотрудничества.
ЕС открыло своё представительство в Кишинёве (столице Молдовы) и назначил 23 марта 2005 года специальным представителем Адриаана Якобовица де Сегеда по разрешению конфликта по Приднестровью. Европейская комиссия открыла новое представительство в Молдове 6 октября 2005 года, которое возглавил Чезаре де Монтис.
Ставший 23 декабря 2016 года Президентом Молдовы Игорь Додон заявил, что хотел бы, чтобы Молдова стала членом Евразийского экономического союза, однако проевропейский парламент IX созыва (2014—2019) добивался членства республики в Европейском союзе.
23 июня 2022 года на саммите ЕС было принято решение предоставить Молдове статус кандидата в ЕС. 14 декабря 2023 года Совет Европейского союза решил начать переговоры о вступлении Молдовы в Европейский союз.

## История
Делегация Европейского союза в Молдове была открыта в Кишинёве в октябре 2005 года, получив статус дипломатической миссии и официально представляя Европейский союз в Республике Молдова; подобных делегации ЕС в Молдове по всему миру насчитывается более 140.

Мандат делегации включает в себя следующие задачи:
- Развитие политических и экономических взаимоотношений между Молдовой и Европейским союзом;
- Контроль за выполнением Соглашения об ассоциации с Европейским союзом Республики Молдова;
- Информирование общественности о развитии ЕС, объяснение и защита отдельных направлений политики ЕС;
- Участие в реализации программ внешней помощи ЕС (TACIS, ЕИСП), с акцентом на поддержку демократического развития и эффективного управления, административной реформы и развитие административного потенциала, сокращение бедности и экономический рост[5].

В августе 2009 года 4 молдавские партии сформировали коалицию под названием Альянс «За европейскую интеграцию». Либерал-демократическая партия, Либеральная партия, Демократическая партия и Альянс «Наша Молдова» поставили перед собой общую цель: европейская интеграция и продвижение курса сбалансированной, последовательной и ответственной внешней политики Молдовы.
24 января 2011 года Молдова официально получила от комиссара по внутренним делам ЕС Сесилии Мальмстрём план действий по либерализации визового режима, в частности возможности безвизового кратковременного путешествия по странам ЕС. В октябре 2013 года Европейский совет заявил, что безвизовый режим с Молдовой может быть установлен уже в 2014 году. 28 апреля был отменён визовый режим для обладателей биометрических паспортов.
С 2014 года молдаване пользуются «безвизом» с ЕС.

### Соглашения об ассоциации
Соглашение о партнёрстве и сотрудничестве представляет собой юридическую основу для взаимоотношений Молдовы с ЕС. Соглашение было подписано 28 ноября 1994 года и вступило в силу 1 июля 1998 года, действительное в течение следующих 10 лет. Этот документ обеспечивал основу для сотрудничества в политической, коммерческой, экономической, правовой, культурной и научной областях.
Проект нового соглашения об ассоциации был парафирован обеими сторонами в 2013 году.
27 июня 2014 года состоялась церемония подписания соглашения об ассоциации; 1 июля 2016 года Соглашение вступило в силу.
Победивший на всенародных выборах Президента Молдовы 13 ноября и вступивший в должность 23 декабря 2016 года Игорь Додон заявил о намерении аннулировать Соглашение об ассоциации с Европейским союзом. Оно может быть отменено в результате будущих парламентских выборов, на которых большинство мест в таком случае должна получить Партия социалистов. Он подчеркнул, что соглашение лишь усугубило положение его страны: российский рынок оказался закрытым для молдавских товаров, а объём экспорта в ЕС упал.

## Вступление в ЕС

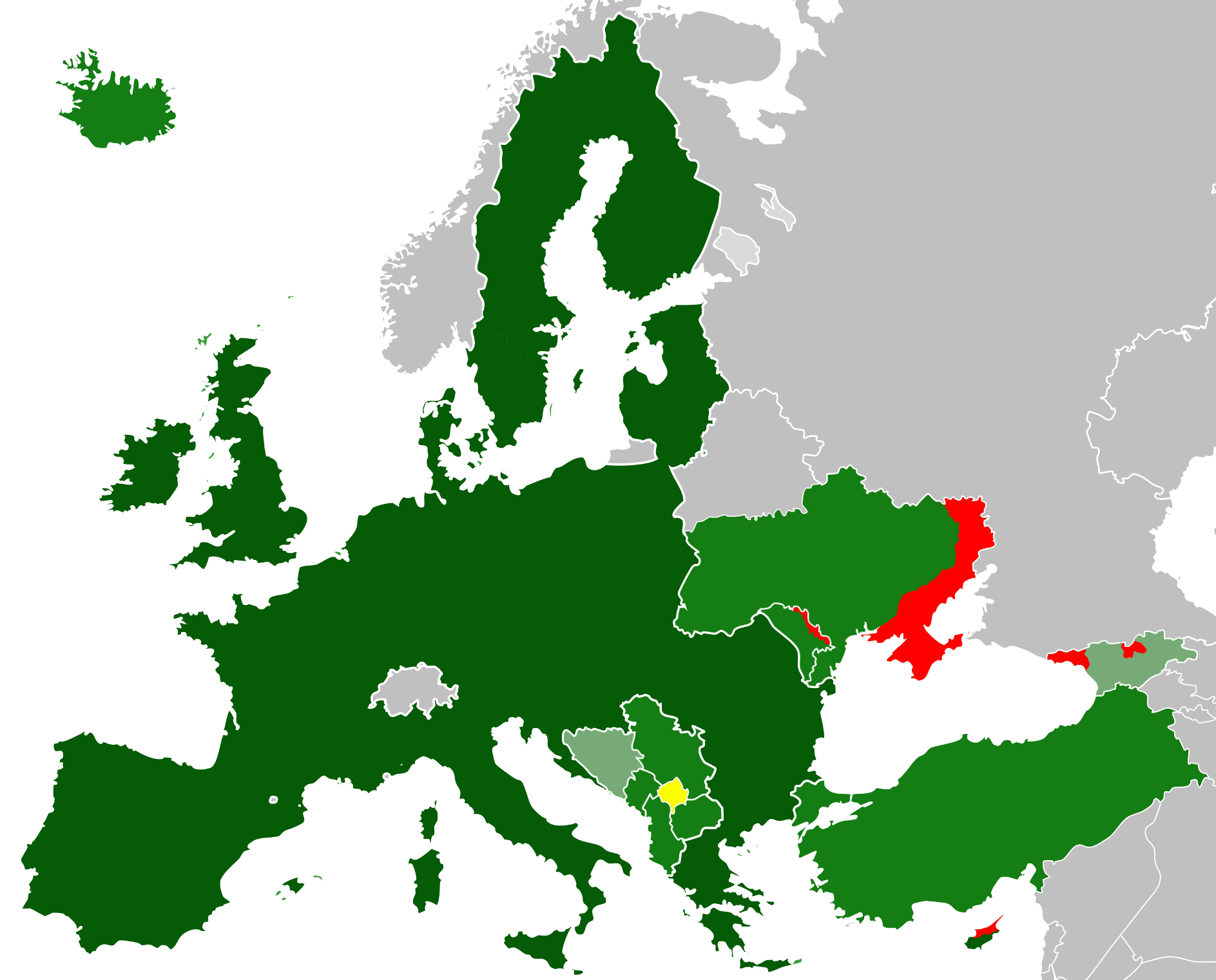
Страны Европы на разных стадиях евроинтеграции.
----
Соглашение об ассоциации
Статус кандидата в члены ЕС
Начаты переговоры о получении полноправного членства
Члены ЕС
Спорные территории, являющиеся потенциальными кандидатами
Другие спорные или оккупированные территории

После российского вторжения в Украину, 4 марта 2022 года Республика Молдова подала заявку на вступление в Европейский союз. 11 апреля Молдова получила от ЕС опросные листы, ответы на которые необходимы для предоставления этим странам статуса кандидатов на вступление в ЕС.
23 июня 2022 года на саммите ЕС было принято решение предоставить Молдове статус кандидата в ЕС. Президент республики Майя Санду прокомментировала это событие: «Исторический день для Молдовы: Евросовет предоставил нам статус страны-кандидата на вступление в Европейский Союз. Мы начинаем путь в ЕС, который принесет молдаванам рост благосостояния, даст больше возможностей и обеспечит больше порядка в стране. Нам предстоит сложная дорога, которая потребует напряжённой работы и массы усилий — и мы готовы пройти ее вместе, чтобы обеспечить лучшее будущее для наших граждан. У Молдовы есть будущее — в Европейском Союзе!»
Отмечается,что интеграция Молдовы в Европейский союз будет проходить отдельно от украинской. Так пояснил ситуацию посол ЕС в Молдове Янис Мажейкс. По его словам, Молдова выполнила часть условий, рекомендованных Брюсселем, но есть и некоторые отставания, особенно в сфере правосудия.
В апреле 2024-го года Конституционный суд Молдовы одобрил проведение референдума о вступлении республики в ЕС.
Референдум состоялся 20 октября 2024 года, в результате него с небольшим перевесом одержали победу сторонники евроинтеграции.

## Посредническая роль Румынии
Молдова обладает тесными связями с Румынией, членом ЕС, и румынские паспорта часто выдаются выходцам из Молдовы. Oфициальные власти Румынии безоговорочно поддерживают официальный Кишинёв в его стремлении войти в ЕС. Республика Молдова активно добивается членства в ЕС, но этому препятствует бедность страны (по этому показателю она уступает любому государству ЕС), а также неопределённость в политическом статусе Приднестровья. Впрочем, Румыния является одной из беднейших стран ЕС, опережая при этом Молдову по ВВП на душу в 4—5 раз и, несмотря на своё вступление, страна продолжает испытывать трудности с институциональной интеграцией, и, как следствие, её граждане продолжают оставаться объектами дискриминации. По этой причине официальные представители Молдовы не раз давали понять, что несмотря на свою солидарность с властями Румынии, Молдова желает стать членом ЕС как отдельное государство, а не как территория Румынии, продвигающей идеи унионизма.
14 декабря 2023 года Совет Европейского союза решил начать переговоры о вступлении Молдовы в Европейский союз.

## Проблема территориальной целостности Молдовы
Одним из серьёзных препятствий на пути возможного членства страны в ЕС является вопрос о территории непризнанной самопровозглашённой республики ПМР. Несмотря на то, что де-факто она не управляется молдавским правительством, но расцениваются им и ЕС как неотъемлемая часть Молдовы.
В сентябре 2006 года в Приднестровье состоялся референдум по вопросу о независимости. Жители ПМР высказались за независимость региона (97 %). Решением Государственной думы Российской Федерации «Об итогах референдума в Приднестровье 17 сентября 2006 года» референдум о независимости Приднестровья признан легитимным и требующим особо внимания со стороны международного сообщества.
Процесс мирного урегулирования приднестровско-молдавского конфликта проходит при участии наблюдателей от ОБСЕ, Российской Федерации, Украины, Европейского союза и США.

## Общественное мнение
Согласно данным соцопроса, проведённого с 21 по 30 декабря 2012 года, 52 % граждан республики Молдова на референдуме поддержали бы предложение о вступлении страны в Евросоюз. 48 % граждан также поддержало бы вступление страны в Таможенный союз ЕврАзЭС. Официальные власти Гагаузии выступили с инициативой провести референдум, на котором бы был выставлен вопрос выбора внешнеполитического вектора Молдовы (Европейский или Таможенный союз) в феврале 2014 года. 2 февраля 2014 года этот референдум был проведён, и в результате 98 % избирателей поддержали интеграцию в Таможенный союз ЕврАзЭС и высказались за «отложенный статус автономии», который даёт ей право выйти из состава Молдовы в случае утраты ею независимости. Власти Молдовы объявили проведение референдума незаконным, а его результаты — не имеющими юридической силы.